# William Tanui
William Tanui (William Kiptarus Tanui; * 22. Februar 1964 in Kemeloi, Provinz Rift Valley) ist ein ehemaliger kenianischer Mittelstreckenläufer und Olympiasieger.
Tanui kam erst relativ spät zu internationaler Bekanntheit, als er 1989 bei den kenianischen Commonwealth Games den 1500-Meter-Lauf gewann. Bei den Commonwealth Games 1990 in Auckland belegte er nur den 6. Platz. Bei den Afrikameisterschaften in Kairo gewann er im 800-Meter-Lauf. Bei den Hallenweltmeisterschaften 1991 in Sevilla überquerte er zwar als Erster die Ziellinie, wurde aber disqualifiziert, da er seine Laufbahn zu früh verlassen hatte.
Bei den Olympischen Spielen 1992 in Barcelona gewann er über 800 Meter die Goldmedaille vor dem ebenfalls aus Kenia stammenden Nixon Kiprotich (Silber) und dem US-Amerikaner Johnny Gray (Bronze). Bei den Weltmeisterschaften 1993 in Stuttgart konnte er seine Form nicht bestätigen und wurde nur Siebter.
In der Folgezeit konzentrierte er sich mehr auf den 1500-Meter-Lauf und wurde Fünfter in dieser Disziplin bei den Olympischen Spielen 1996 in Atlanta. Bei Hallenweltmeisterschaften wurde er über 1500 Meter Dritter 1997 in Paris und Vierter 1999 in Maebashi.